# Ломленка
Ло́мленка — село в Україні, у Свеській селищній громаді Шосткинського району Сумської області. Населення становить 35 осіб. До 2020 орган місцевого самоврядування — Марчихинобудська сільська рада.
Після ліквідації Ямпільського району 19 липня 2020 року село увійшло до Шосткинського району.

## Географія
Село Ломленка знаходиться на відстані 1-го км від лівого берега річки Івотка, нижче за течією на відстані 2 км розташоване село Родіонівка. Село знаходиться на кордоні з Росією. Село оточене великим лісовим масивом.
На північ від села знаходиться заповідне урочище Ломленка